# Monsampietro Morico
Monsampietro Morico település Olaszországban, Marche régióban, Fermo megyében. Lakosainak száma 607 fő (2023. január 1.). Monsampietro Morico Monte Rinaldo, Monteleone di Fermo, Montelparo, Belmonte Piceno és Montottone községekkel határos.

## Népesség
A település lakossága az elmúlt években az alábbi módon változott:
| Lakosok száma | 645  | 637  | 607  |
|               | 2017 | 2018 | 2023 |